# Premis Oscar de 1959
Els Premis Oscar de 1959 (en anglès: 32nd Academy Awards) foren presentats el 4 d'abril de 1960 en una cerimònia realitzada al RKO Pantages Theatre de Los Angeles.
La cerimònia tingué una presentació a càrrec de Bob Hope.

## Curiositats
La gran triomfadora de la nit fou Ben Hur de William Wyler, que aconseguí guanyar onze premis de 12 nominacions, convertint-se en la pel·lícula més guardonada de la història, batent el rècord establert anteriorment per Gigí de Vincente Minnelli l'any anterior amb nou. El record d'onze premis guanyats fou igualat per Titànic de James Cameron (1997) i El Senyor dels Anells: El retorn del rei de Peter Jackson (2003).
Ben Hur fou el tercer film en aconseguir guanyar els premis de millor actor i millor actor secundari, un fet realitzat per Going My Way de Leo McCarey i que no es repetí fins al 2004 amb Mystic River de Clint Eastwood. William Wyler es convertí, amb la seva victòria com a millor director, en l'última persona en aconseguir més de dues estatuetes en aquesta categoria (juntament amb Frank Capra i John Ford), i el primer a aconseguir dirigir tres pel·lícules guanyadores de l'Oscar a la millor pel·lícula.
Les grans perdedores de la nit foreb Història d'una monja de Fred Zinnemann i Anatomia d'un assassinat d'Otto Preminger, que amb vuit i set nominacions respectivament no aconseguiren cap premi.
En aquesta edició les categories de millor direcció artística i millor vestuari tornaren a tenir categoria diferenciada en blanc i negre o color.

## Premis
| Millor pel·lícula | Millor director |
| --- | --- |
| - Ben Hur (Sam Zimbalist per MGM) - Anatomia d'un assassinat (Otto Preminger per Columbia Pictures) - Història d'una monja (Henry Blanke per Warner Bros.) - Un lloc a dalt de tot (John Woolf i James Woolf per Romulus Films) - The Diary of Anne Frank (George Stevens per Twentieth Century Fox) | - William Wyler per Ben Hur - Jack Clayton per Un lloc a dalt de tot - Billy Wilder per Ningú no és perfecte - George Stevens per The Diary of Anne Frank - Fred Zinnemann per Història d'una monja |
| Millor actor | Millor actriu |
| - Charlton Heston per Ben Hur com a Judah Ben-Hur - Laurence Harvey per Un lloc a dalt de tot com a Joe Lampton - Jack Lemmon per Ningú no és perfecte com a Jerry (Gerald)/"Daphne" - Paul Muni per The Last Angry Man com a Dr. Sam Abelman - James Stewart per Anatomia d'un assassinat com a Paul Biegler | - Simone Signoret per Un lloc a dalt de tot com a Alice Aisgill - Doris Day per Pillow Talk com a Jan Morrow - Audrey Hepburn per Història d'una monja com a Gabrielle Van Der Mal/Germana Luke - Katharine Hepburn per De sobte, l'últim estiu com a Violet Venable - Elizabeth Taylor per De sobte, l'últim estiu com a Catherine Holly                                                                   |
| Millor actor secundari | Millor actriu secundària |
| - Hugh Griffith per Ben Hur com a Sheik Ilderim - Arthur O'Connell per Anatomia d'un assassinat com a Parnell Emmett McCarthy - George C. Scott per Anatomia d'un assassinat com a Claude Dancer - Robert Vaughn per The Young Philadelphians com a Chester A. Gwynn - Ed Wynn per The Diary of Anne Frank com a Albert Dussel | - Shelley Winters per The Diary of Anne Frank com a Petronella van Daan - Hermione Baddeley per Un lloc a dalt de tot com a Elspeth - Susan Kohner per Imitació de la vida com a Sarah Jane - Juanita Moore per Imitació de la vida com a Annie Johnson - Thelma Ritter per Pillow Talk com a Alma |
| Millor guió original | Millor guió adaptat |
| - Russell Rouse, Clarence Greene, Stanley Shapiro i Maurice Richlin per Pillow Talk - Ernest Lehman per Perseguit per la mort - François Truffaut i Marcel Moussy per Les Quatre Cents Coups - Paul King, Joseph J. Stone, Stanley Shapiro i Maurice Richlin per Operation Petticoat - Ingmar Bergman per Maduixes silvestres | - Neil Paterson per Un lloc a dalt de tot (sobre hist. de John Braine) - Wendell Mayes per Anatomia d'un assassinat (sobre hist. de John D. Voelker) - Karl Tunberg per Ben Hur (sobre hist. de Lewis Wallace) - Billy Wilder i I. A. L. Diamond per Ningú no és perfecte (sobre guió de Robert Thoeren i Michael Logan) - Robert Woodruff Anderson per Història d'una monja (sobre hist. de Kathryn Hulme) |
| Millor pel·líucula de parla no anglesa | |
| - Orfeu negre de Marcel Camus (França) - Die Brücke de Bernhard Wicki (RFA) - Dorp aan de rivier de Fons Rademakers (Països Baixos) - La grande guerra de Mario Monicelli (Itàlia) - Paw d'Astrid Henning-Jensen (Dinamarca) | |
| Millor banda sonora - Dramàtica o còmica | Millor banda sonora - Musical o adaptació |
| - Miklós Rózsa per Ben Hur - Ernest Gold per L'hora final - Frank DeVol per Pillow Talk - Alfred Newman per The Diary of Anne Frank - Franz Waxman per Història d'una monja | - André Previn i Ken Darby per Porgy and Bess - Nelson Riddle i Joseph J. Lilley per L'il Abner - Lionel Newman per Say One for Me - George Bruns per La Bella Dorment - Leith Stevens per The Five Pennies |
| Millor cançó original | Millor so |
| - Jimmy Van Heusen (música); Sammy Cahn (lletra) per Milionari d'il·lusions ("High Hopes") - Alfred Newman (música); Sammy Cahn (lletra) per The Best of Everything ("The Best of Everything") - Sylvia Fine (música i lletra) per The Five Pennies ("The Five Pennies") - Jerry Livingston (música); Mack David (lletra) per L'arbre del penjat ("The Hanging Tree") - Dimitri Tiomkin (música); Ned Washington (lletra) per The Young Land ("Strange Are The Ways of Love") | - Franklin Milton per Ben Hur - Carlton W. Faulkner per Viatge al centre de la Terra - A. W. Watkins per Libel - Gordon E. Sawyer i Fred Hynes per Porgy and Bess - George Groves per Història d'una monja |
| Millor direcció artística - Blanc i negre | Millor direcció artística - Color |
| - Lyle R. Wheeler i George W. Davis; Walter M. Scott i Stuart A. Reiss per The Diary of Anne Frank - Hal Pereira i Walter H. Tyler; Sam Comer i Arthur Krams per Career - Ted Haworth; Edward G. Boyle per Ningú no és perfecte - Oliver Messel i William Kellner; Scot Slimon per De sobte, l'últim estiu - Carl Anderson; William Kiernan per The Last Angry Man | - William A. Horning i Edward Carfagno; Hugh Hunt per Ben Hur - Lyle R. Wheeler; Franz Bachelin i Herman A. Blumenthal per Viatge al centre de la Terra - William A. Horning, Robert F. Boyle i Merrill Pye; Henry Grace i Frank McKelvy per Perseguit per la mort - Richard H. Riedel; Russell A. Gausman i Ruby R. Levitt per Pillow Talk - John DeCuir; Julia Heron per The Big Fisherman                |
| Millor fotografia - Blanc i negre | Millor fotografia - Color |
| - William C. Mellor per The Diary of Anne Frank - Sam Leavitt per Anatomia d'un assassinat - Joseph LaShelle per Career - Charles Lang, Jr. per Ningú no és perfecte - Harry Stradling, Sr. per The Young Philadelphians | - Robert L. Surtees per Ben Hur - Leon Shamroy per Porgy and Bess - Lee Garmes per The Big Fisherman - Daniel L. Fapp per The Five Pennies - Franz Planer per Història d'una monja |
| Millor vestuari - Blanc i negre | Millor vestuari - Color |
| - Orry-Kelly per Ningú no és perfecte - Edith Head per Career - Charles LeMaire i Mary Wills per The Diary of Anne Frank - Helen Rose per The Gazebo - Howard Shoup per The Young Philadelphians | - Elizabeth Haffenden per Ben Hur - Irene Sharaff per Porgy and Bess - Adele Palmer per The Best of Everything - Renie per The Big Fisherman - Edith Head per The Five Pennies |
| Millor muntatge | Millors efectes especials |
| - Ralph E. Winters i John D. Dunning per Ben Hur - Louis R. Loeffler per Anatomia d'un assassinat - George Tomasini per Perseguit per la mort - Frederic Knudtson per L'hora final - Walter Thompson per Història d'una monja | - A. Arnold Gillespie, Robert MacDonald i Milo Lory per Ben Hur - L. B. Abbott, James B. Gordon i Carl Faulkner per Viatge al centre de la Terra |
| Millor documental | Millor curtmetratge documental |
| - Serengeti darf nicht sterben de Bernhard Grzimek - The Race for Space de David L. Wolper | - Glas de Bert Haanstra - Donald in Mathmagic Land de Walt Disney - From Generation to Generation d'Edward F. Cullen |
| Millor curtmetratge | Millor curtmetratge d'animació |
| - Histoire d'un poisson rouge de Jacques-Yves Cousteau - Between the Tides de Ian Ferguson - Mysteries of the Deep de Walt Disney - The Running Jumping & Standing Still Film de Peter Sellers - Skyscraper de Shirley Clarke i Willard Van Dyke | - Moonbird de John Hubley - Mexicali Shmoes de John Burton - Noah's Ark de Walt Disney - The Violinist d'Ernest Pintoff |

## Oscars Honorífics

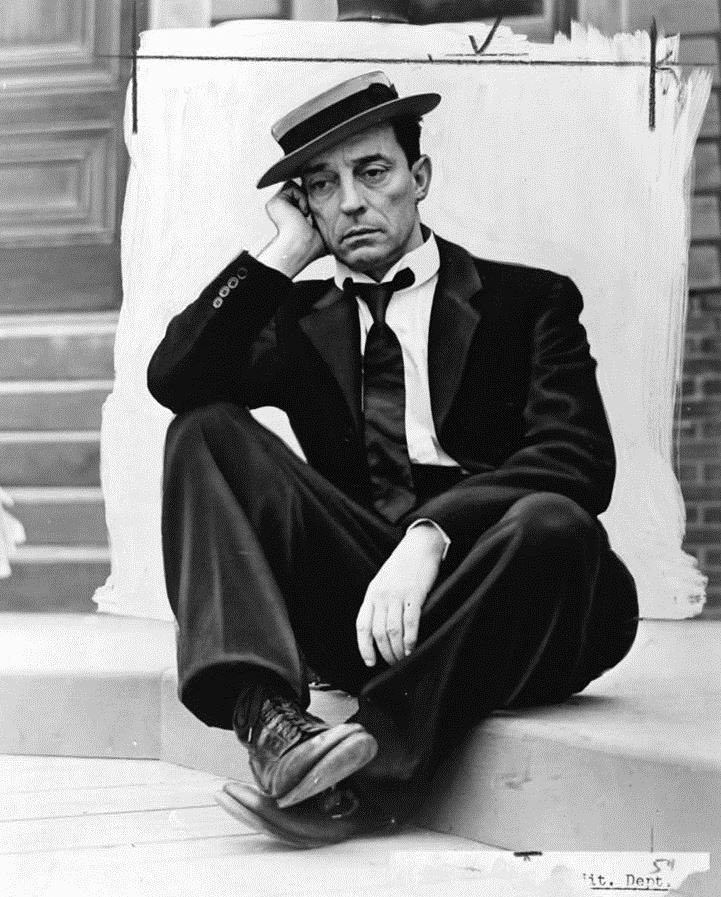
Buster Keaton

- Buster Keaton - pel seu singular talent que ha immortalitzat comèdies a la pantalla. [estatueta]
- Lee de Forest - per les seves invencions pioneres que va portar el so al cinema. [estatueta]

## Premi Humanitari Jean Hersholt
- Bob Hope

## Presentadors
- Richard Conte i Angie Dickinson: millor direcció artística
- Gary Cooper: millor pel·lícula
- Tony Curtis i Janet Leigh: millor guió original i adpatat
- Edward Curtiss: millor fotografia
- Arlene Dahl i Fernando Lamas: millor vestuari
- Doris Day: millor cançó
- Olivia de Havilland: millor actor secundari
- Edmond O'Brien: millor actriu secundària
- Mitzi Gaynor: millor documentals
- Haya Harareet: millors efectes especials
- Susan Hayward: millor actor
- Rock Hudson: millor actriu
- Eric Johnston: millor pel·lícula de parla no anglesa
- B. B. Kahane: Premi Humanitari Jean Hersholt
- Gene Kelly: millors músiques
- Hope Lange i Carl Reiner: millores curtmetratges
- Barbara Rush: millor muntatge
- Robert Wagner i Natalie Wood: millor so
- John Wayne: millor director

### Actuacions
- Sammy Davis Jr. interpreta "High Hopes" de Milionari d'il·lusions
- Gogi Grant interpreta "Strange Are the Ways of Love" de The Young Land
- Joni James interpreta "The Five Pennies" de The Five Pennies
- Frankie Laine interpreta "The Hanging Tree" de L'arbre del penjat
- Frankie Vaughan interpreta "The Best of Everything" de The Best of Everything

## Múltiples nominacions i premis
| Les següents pel·lícules van rebre diverses nominacions: - 12 nominacions: Ben Hur - 8 nominacions: The Diary of Anne Frank i Història d'una monja - 7 nominacions: Anatomia d'un assassinat - 6 nominacions: Un lloc a dalt de tot i Ningú no és perfecte - 5 nominacions: Pillow Talk - 4 nominacions: The Five Pennies i Porgy and Bess - 3 nominacions: The Big Fisherman, Career, De sobte, l'últim estiu, Perseguit per la mort, Viatge al centre de la Terra i The Young Philadelphians - 2 nominacions: The Best of Everything, L'hora final, Imitació de la vida, The Last Angry Man | Les següents pel·lícules van rebre més d'un premi: - 11 premis: Ben Hur - 3 premis: The Diary of Anne Frank - 2 premis: Un lloc a dalt de tot |